# 데드 걸 (1996년 영화)
《데드 걸》(영어: Dead Girl)은 미국에서 제작된 애덤 콜먼 하워드 감독의 1996년 코미디 영화이다. 안 파리요 등이 출연하였고, 필리프 칼랑 등이 제작에 참여하였다.

## 출연진
- 안 파리요
- 애덤 콜먼 하워드
- 어맨다 플러머
- 시모어 커셀
- 팜커 얀선
- 사샤 젠슨
- 베치 클라크
- 밸 킬머
- 저스틴 러자드
- 켄 러너
- 에밀리 로이드
- 윌리엄 맥너마라
- 테리 해처

## 기타 제작진
- 라인 제작: 난다 라오
- 협력 제작: 브리지트 칼랑, 베치 클라크, 재커리 매츠
- 배역: 빌리 홉킨스
- 미술: 마커스 캔터
- 제작 관리: 난다 라오